# Femke Wolting
 (octobre 2018).
Femke Wolting, née le  6 novembre 1970 à Ouder-Amstel, est une productrice, réalisatrice et scénariste néerlandaise.

## Filmographie

### Comme productrice
- 2007 : Satellite Queens de Bregtje van der Haak
- 2008 : Molotov Alva and His Search for the Creator de Douglas Gayeton
- 2008 : Rembrandt's J'accuse de Peter Greenaway[2]
- 2009 : Life Is Beautiful de Mark de Cloe et Jeroen Berkvens[3]
- 2010 : In A Forest de Fons Schiedon[4]
- 2011 : Off the Grid de Alexander Oey[5]
- 2011 : Shock Head Soul de Simon Pummell[6]
- 2011 : Meet the Fokkens de Gabrielle Provaas et Rob Schröder[7]
- 2012 : Peace vs. Justice de Klaartje Quirijns[8]
- 2012 : Keep on Steppin de Marjoleine Boonstra
- 2012 : The Successor of Kakiemon de Suzanne Raes
- 2012 : Poor Us - An Animated History of Poverty de Ben Lewis
- 2013 : Unspeak de Tommy Pallotta, Menno Otten, Jennifer Abbott, Geert Van De Wetering, Marija Jacimovic, Benoit Detalle et Rob Schröder
- 2015 : Pekka. Inside the Mind of a School Shooter de Alexander Oey
- 2015 : Que viva Eisenstein! de Peter Greenaway[9]
- 2016 : Teenage Diary Markoesa Hamer de Samantha Williams
- 2016 : That Hair! de Bibi Fadlalla
- 2017 : The Wolves Of Mangotown de Valerie Chang[10]
- 2017 : Word! de Amos Mulder[11]
- 2017 : Ashes to Ashes de Steye Hallema, Jamille van Wijngaarden et Ingejan Ligthart Schenk[12]
- 2017 : Nobody Speak: Trials of the Free Press de Brian Knappenberger[13]
- 2018 : A Cup Of Joe de Samantha Williams
- 2018 : American Jail de Roger Ross Williams[14]
- 2022 : Apollo 10½ de Richard Linklater

### Comme réalisatrice et scénariste
- 2006 : Viktor & Rolf: Because We're Worth It![15]
- 2009 : Another Perfect World :co-réalisé avec Jorien van Nes[16]
- 2014 : Last Hijack : co-réalisé avec Tommy Pallotta[17]
- 2018 : More Human Than Human : co-réalisé avec Tommy Pallotta[18]

## Crédit d'auteurs
- (en) Cet article est partiellement ou en totalité issu de l’article de Wikipédia en anglais intitulé « Femke Wolting » (voir la liste des auteurs).